# Hedychrum nobile
Hedychrum nobile — вид ос з родини Chrysididae, поширений у Палеарктиці

## Опис
Для нього характерним є статевий диморфізм: У самок довжина тіла варіює від 4,5 до 9,5 мм; голова, скутеллюм, метанотум та проподеум сині чи синьо-зелені (інколи з золотими плямами); передньоспинка, скутум та метанотум червоні. Пунктировка мезосоми глибока, сітчаста, доволі однорідна. Виступ на третьому стерніті метасоми маленький, не розділений навпіл.
У самців довжина тіла коливається від 4,5 до 8,5 мм; голова та вся мезосома сині чи синьо-зелені, інколи з золотими плямами, метасома червона.

## Біологія
Паразитична оса, паразитує на піщаних осах родини Crabronidae. Основні хазяї - Cerceris arenaria, а також, можливо, C. quadrifasciata та C. rybyensis .

## Синоніми
- lucidulum (Fabricius) 1775;
- carbunculus (Geoffroy) 1785;
- viridis (Geoffroy) 1785;
- regia (Fabricius) 1793;
- alterum Lepeletier 1806;
- aulicum Spinola 1843;
- longipilis Tournier 1877;
- semiviolaceum Mocsary 1889;
- antigai Buysson (in Andre) 1896 (var.);
- lepeletieri Buysson 1898 (var.);
- buyssoni Linsenmaier 1959 (ssp.).

## Поширення
Транспалеарктичний: від Європи до Сибіру.

## Галерея

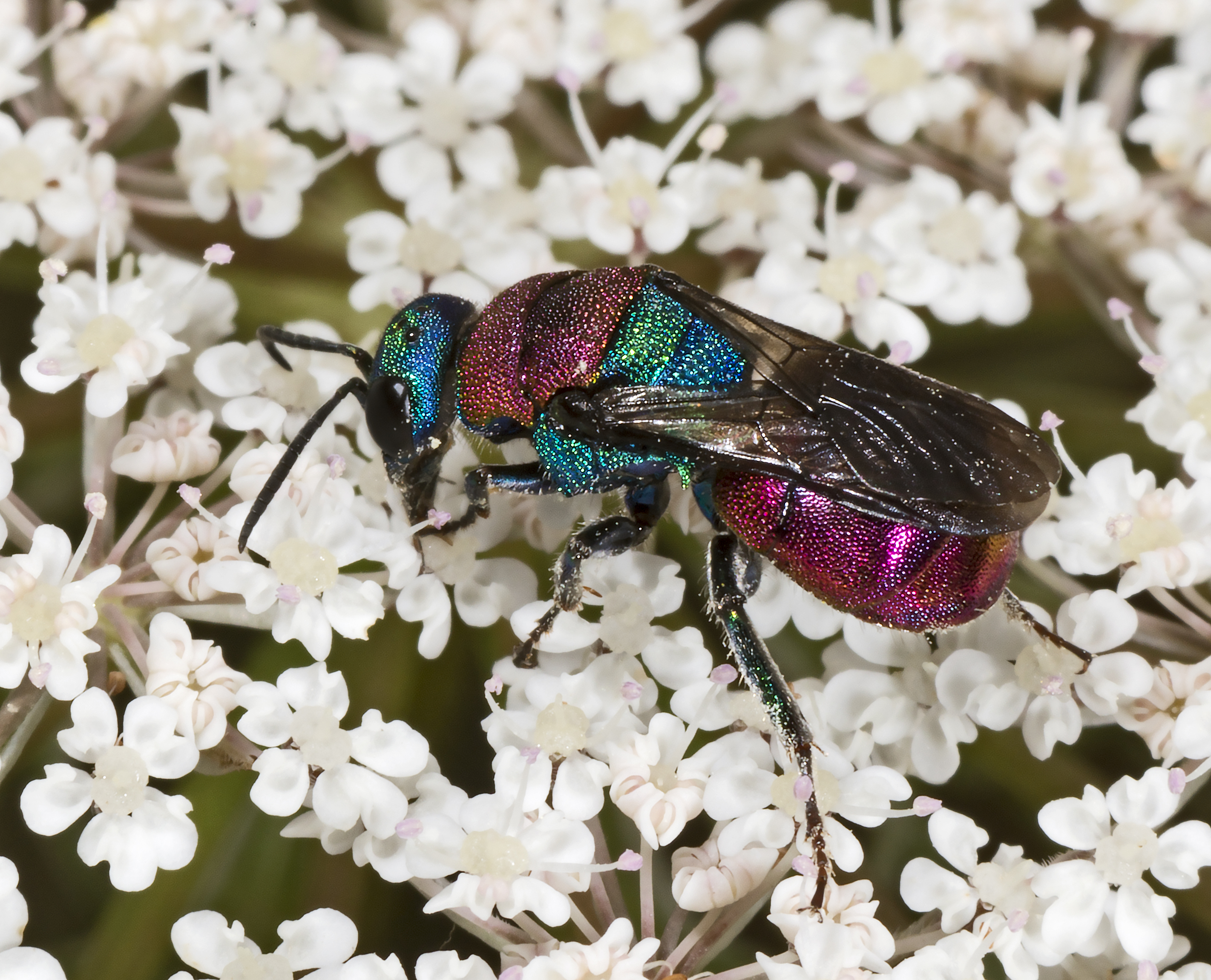
Самка Hedychrum nobile
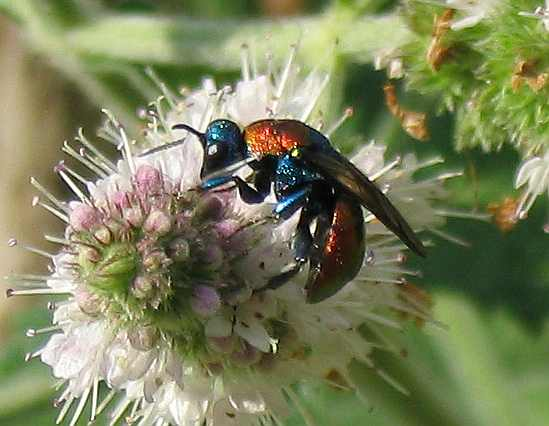
Самка Hedychrum nobile, що харчується на квітах